# المصرف التجاري السوري اللبناني
المصرف التجاري السوري اللبناني هو مصرف تأسس عام 1974 كشركة تجارية لبنانية مسجلة على لائحة المصارف تحت رقم 34 لخدمة المصالح المصرفية والتجارية لسوريا ولبنان،
ويُعد المصرف من المصادر الرائدة في السوق اللبناني منذ إنشائه حتى وقتنا هذا، وهو ضمن جمعية مصارف لبنان.

## الإدارة التنفيذية

### المدير العام
- علي محمد يوسف

### الفروع
- المركز الرئيسي السيد جميل تمساح
- فرع الحمراء السيدة ليلى حماده
- فرع مارالياس السيّد محمد السبع

### الدوائر
- دائرة العمليات السيدة ليندا نصّار
- دائرة الامتثال السيد مصطفى عيتاني
- دائرة المعلوماتية السيد مصطفى الحلبي
- دائرة العلاقات الخارجية والخزينة السيدة منى مزرعاني
- دائرة القضايا والشؤون القانونية الأستاذة منال حمود
- دائرة المحاسبة والشؤون المالية السيد وليد بغدادي
- دائرة التسليف السيدة كارولين الحسامي
- دائرة الشؤون الادارية السيد أحمد حمود
- دائرة المخاطر السيدة عبير شميطلي
- أمان المعلومات السيد خالد علايلي
- وحدة التحقق السيد ادهم بدرا
- وحدة التدقيق الداخلي السيد ربيع صيداني.[3]

## تجميد المصرف نظرًا للتدابير المقيدة لسوريا
في التاسع من شهر مايو عام 2011 أصدر مجلس الاتحاد الأوروبي قرارًا بخصوص التدابير المقيدة لسوريا، حيث نصت المادة الرابعة منه على تجميد جميع الأموال والموارد الاقتصادية التي تمتلكها الجهات المتسببة عن عمليات القمع العنيفة ضد سكان سوريا، وفي الثالث عشر من شهر أكتوبر لنفس العام أدرِج المصرف التجاري السوري ضمن هذا القرار وتم تبرير ذلك بأنه "مصرف حكومي يقدم الدعم المالي للنظام"، وفي الثالث والعشرين من شهر يناير عام 2012 أدرج المصرف التجاري السوري اللبناني تحت تبرير "شركة تابعة للمصرف التجاري السوري تشارك في تمويل النظام"
قدم المصرف التجاري السوري اللبناني طعنًا على هذا الحكم، ولكن ذلك لم يُغير الحكم الصادر؛ ذلك لأن رأسمال المصرف التجاري السوري اللبناني مملوك بنسبة 84,2 في المئة من المصرف التجاري السوري، وبذلك فإنه يدعم النظام في سوريا.

## تعيين مراقب على المصرف
في عام 2018 قررت الهيئة المصرفية العليا تعيين مُراقب على البنك التجاري السوري اللبناني، وذلك لاتهام لجنة الرقابة على المصارف له بمخالفة تعاميم مصرف لبنان بما يخص السيولة ونسب الأموال بالعملات الأجنبية، وذلك بعدما طُلِب من المصرف في السابق تقليل تعاملاته بالليرة اللبنانية ومنع تحويلاته بالدولار أو اليورو.

## طالع أيضًا
- قائمة البنوك في لبنان